# Izrael na Letnich Igrzyskach Olimpijskich 1984
Izrael na Letnich Igrzyskach Olimpijskich 1984 reprezentowało 32 zawodników : 24 mężczyzn i osiem kobiet. Był to ósmy start reprezentacji Izraela na letnich igrzyskach olimpijskich.

## Skład kadry

### Boks
Mężczyźni
| Zawodnik           | Konkurencja    | 1/32                    | 1/16                       | 1/8               | Ćwierćfinał      | Półfinał         | Finał            | Finał   |
| Zawodnik           | Konkurencja    | Przeciwnik Wynik        | Przeciwnik Wynik           | Przeciwnik Wynik  | Przeciwnik Wynik | Przeciwnik Wynik | Przeciwnik Wynik | Miejsce |
| ------------------ | -------------- | ----------------------- | -------------------------- | ----------------- | ---------------- | ---------------- | ---------------- | ------- |
| Jehuda Ben Chajjim | waga papierowa |                         | Michael Ebo Dankwa W (4:1) | John Lyon P (0:5) | Nie awansował    | Nie awansował    | Nie awansował    | 9.      |
| Szlomo Niazow      | waga lekka     | Asif Kamran Dar P (0:5) | Nie awansował              | Nie awansował     | Nie awansował    | Nie awansował    | Nie awansował    | 33.     |

### Gimnastyka
Kobiety
| Zawodniczka     | Wynik                  | Wynik                  | Wynik           | Wynik           | Wynik                  | Wynik                  | Wynik                   | Wynik                   | Wynik | Wynik   |
| Zawodniczka     | Wielobój indywidualnie | Wielobój indywidualnie | Ćwiczenia wolne | Ćwiczenia wolne | Ćwiczenia na poręczach | Ćwiczenia na poręczach | Ćwiczenia na równoważni | Ćwiczenia na równoważni | Skoki | Skoki   |
| Zawodniczka     | Wynik                  | Pozycja                | Wynik           | Pozycja         | Wynik                  | Pozycja                | Wynik                   | Pozycja                 | Wynik | Pozycja |
| --------------- | ---------------------- | ---------------------- | --------------- | --------------- | ---------------------- | ---------------------- | ----------------------- | ----------------------- | ----- | ------- |
| Nancy Goldsmith | 73,725                 | 31.                    | 18,50           | 54.             | 17,30                  | 58.                    | 17,95                   | 53.                     | 18,30 | 54.     |
| Limor Fridman   | 68,65                  | 65.                    | 18,00           | 64.             | 15,45                  | 64.                    | 16,60                   | 65.                     | 18,60 | 59.     |

Mężczyźni
| Zawodnik      | Konkurencje            | Konkurencje            | Konkurencje     | Konkurencje     | Konkurencje                 | Konkurencje                 | Konkurencje          | Konkurencje          | Konkurencje            | Konkurencje            | Konkurencje         | Konkurencje         | Konkurencje | Konkurencje |
| Zawodnik      | Wielobój indywidualnie | Wielobój indywidualnie | Ćwiczenia wolne | Ćwiczenia wolne | Ćwiczenia na koniu z łękami | Ćwiczenia na koniu z łękami | Ćwiczenia na kółkach | Ćwiczenia na kółkach | Ćwiczenia na poręczach | Ćwiczenia na poręczach | Ćwiczenia na drążku | Ćwiczenia na drążku | Skoki       | Skoki       |
| Zawodnik      | Wynik                  | Pozycja                | Wynik           | Pozycja         | Wynik                       | Pozycja                     | Wynik                | Pozycja              | Wynik                  | Pozycja                | Wynik               | Pozycja             | Wynik       | Pozycja     |
| ------------- | ---------------------- | ---------------------- | --------------- | --------------- | --------------------------- | --------------------------- | -------------------- | -------------------- | ---------------------- | ---------------------- | ------------------- | ------------------- | ----------- | ----------- |
| Yohanan Moyal | 110,80                 | 67.                    | 17,95           | 70.             | 18,10                       | 64.                         | 18,75                | 62.                  | 18,25                  | 63.                    | 18,65               | 65.                 | 19,10       | 68.         |
| Ya'akov Levi  | 106,15                 | 71.                    | 18,55           | 61.             | 16,85                       | 71.                         | 18,60                | 65.                  | 15,40                  | 71.                    | 17,65               | 70.                 | 19,10       | 68.         |

#### Gimnastyka artystyczna
| Zawodnik         | Konkurencja           | Eliminacje | Eliminacje | Finał          | Finał          |
| Zawodnik         | Konkurencja           | Wynik      | Pozycja    | Wynik          | Pozycja        |
| ---------------- | --------------------- | ---------- | ---------- | -------------- | -------------- |
| Liat Hani Novitz | wielobój indywidualny | 35,45      | 27.        | Nie awansowała | Nie awansowała |

### Judo
Mężczyźni
| Zawodnik    | Konkurencja | 1/16             | 1/8              | Ćwierćfinał      | Półfinał         | Pierwsza runda repasaży | Półfinał repasaży | Finał            | Finał   |
| Zawodnik    | Konkurencja | Przeciwnik Wynik | Przeciwnik Wynik | Przeciwnik Wynik | Przeciwnik Wynik | Przeciwnik Wynik        | Przeciwnik Wynik  | Przeciwnik Wynik | Pozycja |
| ----------- | ----------- | ---------------- | ---------------- | ---------------- | ---------------- | ----------------------- | ----------------- | ---------------- | ------- |
| Eddy Koaz   | - 60 kg     | Rony Sanabpia W  | Chin-Fu Chau W   | Neil Eckersley P | Nie awansował    | Nie awansował           | Nie awansował     | Nie awansował    | 10.     |
| Moshe Ponte | - 78 kg     | Michel Nowak P   | Nie awansował    | Nie awansował    | Nie awansował    | Nie awansował           | Nie awansował     | Nie awansował    | 20.     |

### Kajakarstwo
Mężczyźni
| Zawodnik       | Konkurencja | Eliminacje | Eliminacje | Półfinały | Półfinały | Finał A/B     | Finał A/B     | Pozycja       |
| Zawodnik       | Konkurencja | Czas       | Pozycja    | Czas      | Pozycja   | Czas          | Pozycja       | Pozycja       |
| -------------- | ----------- | ---------- | ---------- | --------- | --------- | ------------- | ------------- | ------------- |
| Aviram Mizrahi | K-1 500 m   | 1:53,66    | 2.         | 1:49,98   | 4.        | Nie awansował | Nie awansował | Nie awansował |

### Lekkoatletyka
Mężczyźni
Konkurencje biegowe
| Zawodnik        | Konkurencja           | Eliminacje | Eliminacje | Ćwierćfinał   | Ćwierćfinał   | Półfinał      | Półfinał      | Finał         | Finał         |
| Zawodnik        | Konkurencja           | Wynik      | Miejsce    | Wynik         | Miejsce       | Wynik         | Miejsce       | Wynik         | Miejsce       |
| --------------- | --------------------- | ---------- | ---------- | ------------- | ------------- | ------------- | ------------- | ------------- | ------------- |
| Mark Handelsman | 400 m                 | 48,17      | 6.         | Nie awansował | Nie awansował | Nie awansował | Nie awansował | Nie awansował | Nie awansował |
| Mark Handelsman | 800 m                 | 1:47,90    | 4.         | Nie awansował | Nie awansował | Nie awansował | Nie awansował | Nie awansował | Nie awansował |
| Mark Handelsman | 1500 m                | 3:45,05    | 6.         |               |               | Nie awansował | Nie awansował | Nie awansował | Nie awansował |
| Arje Gamliel    | 5000 m                | 14:02,98   | 10.        |               |               | Nie awansował | Nie awansował | Nie awansował | Nie awansował |
| Arje Gamliel    | 10 000 m              | 29:31,32   | 10.        |               |               |               |               | Nie awansował | Nie awansował |
| Shem-Tov Sabag  | maraton               |            |            |               |               |               |               | 2:31:34       | 60.           |
| Yehuda Zadok    | 3000 m z przeszkodami | 8:42,28    | 9.         |               |               | Nie awansował | Nie awansował | Nie awansował | Nie awansował |

Kobiety
Konkurencje biegowe
| Zawodniczka        | Konkurencja | Eliminacje | Eliminacje | Ćwierćfinał    | Ćwierćfinał    | Półfinał       | Półfinał       | Finał          | Finał          |
| Zawodniczka        | Konkurencja | Wynik      | Miejsce    | Wynik          | Miejsce        | Wynik          | Miejsce        | Wynik          | Miejsce        |
| ------------------ | ----------- | ---------- | ---------- | -------------- | -------------- | -------------- | -------------- | -------------- | -------------- |
| Maya Kalle-Bentzur | 100 m       | 12,30      | 6.         | Nie awansowała | Nie awansowała | Nie awansowała | Nie awansowała | Nie awansowała | Nie awansowała |
| Zehawa Szemu’eli   | maraton     |            |            |                |                |                |                | 2:42:27        | 30.            |

Konkurencje techniczne
| Zawodniczka        | Konkurencja | Kwalifikacje | Kwalifikacje | Finał          | Finał          |
| Zawodniczka        | Konkurencja | Wynik        | Miejsce      | Wynik          | Miejsce        |
| ------------------ | ----------- | ------------ | ------------ | -------------- | -------------- |
| Maya Kalle-Bentzur | skok w dal  | 6,07         | 16.          | Nie awansowała | Nie awansowała |

### Pływanie
Mężczyźni
| Zawodnik      | Konkurencja      | Eliminacje | Eliminacje | Finał B       | Finał B       | Finał A       | Finał A       | Pozycja |
| Zawodnik      | Konkurencja      | Czas       | Miejsce    | Czas          | Miejsce       | Czas          | Miejsce       | Pozycja |
| ------------- | ---------------- | ---------- | ---------- | ------------- | ------------- | ------------- | ------------- | ------- |
| Eyal Shtigman | 100 m klasycznym | 1:05,63    | 4.         | Nie awansował | Nie awansował | Nie awansował | Nie awansował | 22.     |
| Eyal Shtigman | 200 m klasycznym | 2:24,93    | 4.         | Nie awansował | Nie awansował | Nie awansował | Nie awansował | 23.     |
| Yoram Kochavy | 200 m motylkowym | 2:04,08    | 4.         | Nie awansował | Nie awansował | Nie awansował | Nie awansował | 22.     |
| Yoram Kochavy | 200 m zmiennym   | 2:11,81    | 8.         | Nie awansował | Nie awansował | Nie awansował | Nie awansował | 27.     |
| Yoram Kochavy | 400 m zmiennym   | 4:35,70    | 5.         | 4:40,00       | 8.            | Nie awansował | Nie awansował | 16.     |

Kobiety
| Zawodnik         | Konkurencja      | Eliminacje | Eliminacje | Finał B        | Finał B        | Finał A        | Finał A        | Pozycja |
| Zawodnik         | Konkurencja      | Czas       | Miejsce    | Czas           | Miejsce        | Czas           | Miejsce        | Pozycja |
| ---------------- | ---------------- | ---------- | ---------- | -------------- | -------------- | -------------- | -------------- | ------- |
| Hadar Rubinstein | 200 m dowolnym   | 2:12,32    | 5.         | Nie awansowała | Nie awansowała | Nie awansowała | Nie awansowała | 26.     |
| Hadar Rubinstein | 400 m dowolnym   | 4:34,95    | 5.         | Nie awansowała | Nie awansowała | Nie awansowała | Nie awansowała | 21.     |
| Hadar Rubinstein | 200 m motylkowym | 2:22,78    | 6.         | Nie awansowała | Nie awansowała | Nie awansowała | Nie awansowała | 26.     |

### Podnoszenie ciężarów
Mężczyźni
| Zawodnik    | Konkurencja | Rwanie | Rwanie  | Podrzut  | Podrzut | Razem    | Pozycja |
| Zawodnik    | Konkurencja | Wynik  | Pozycja | Wynik    | Pozycja | Razem    | Pozycja |
| ----------- | ----------- | ------ | ------- | -------- | ------- | -------- | ------- |
| Meir Daloya | -52 kg      | 95 kg  | 8.      | 120,0 kg | 8.      | 215,0 kg | 9.      |

### Strzelectwo
| Zawodnik        | Konkurencja | Kwalifikacje             | Kwalifikacje             | Finał                    | Finał                    |
| Zawodnik        | Konkurencja | Wynik                    | Pozycja                  | Wynik                    | Pozycja                  |
| --------------- | ----------- | ------------------------ | ------------------------ | ------------------------ | ------------------------ |
| Gary Aramist    | Pdw 60      | 536                      | 36.                      | Nie awansował            | Nie awansował            |
| Jicchak Jonasi  | ppn 60      | 582                      | 8.                       | Nie awansował            | Nie awansował            |
| Yair Davidovitz | ppn 60      | Nie ukończył konkurencji | Nie ukończył konkurencji | Nie ukończył konkurencji | Nie ukończył konkurencji |
| Itzaak Yonassi  | Ksp 60 l    | 582                      | 49.                      | Nie awansował            | Nie awansował            |
| Yair Davidovitz | Ksp 60 l    | 590                      | 23.                      | Nie awansował            | Nie awansował            |
| Itzaak Yonassi  | Ksp 3x40    | 1117                     | 39.                      | Nie awansował            | Nie awansował            |
| Yair Davidovitz | Ksp 3x40    | 1099                     | 46.                      | Nie awansował            | Nie awansował            |

### Szermierka
Kobiety
| Zawodnik               | Konkurencja          | Runda 1 | Runda 1                                         | Ćwierćfinały                                                           | Ćwierćfinały                    | Półfinały                                                           | Półfinały                               | Finał         | Finał         | Pozycja |
| Zawodnik               | Konkurencja          | Przeciwnik | Wynik                                           | Przeciwnik                                                             | Wynik                           | Przeciwnik                                                          | Wynik                                   | Przeciwnik    | Wynik         | Pozycja |
| ---------------------- | -------------------- | --- | ----------------------------------------------- | ---------------------------------------------------------------------- | ------------------------------- | ------------------------------------------------------------------- | --------------------------------------- | ------------- | ------------- | ------- |
| Nili Drori             | floret indywidualnie | Miyuki Maekawa Vincent Bradford Maria Alicia Sinigaglia Elisabeta Guzganu-Tufan Christiane Weber Brigitte Latrille-Gaudin | W (5:1) W (5:4) W (5:2) P (3:5) P (3:5) P (2:5) | Carola Cicconetti Jana Angelakis Marcela Moldowan-Zsak Sabine Bischoff | P (2:5) W (5:4) W (5:4) W (5:3) | Debra Waples Linda Ann Martin Dorina Vaccaroni Aurora Dan Li Huahua | W (5:1) P (4:5) P (2:5) P (1:5) P (4:5) | Nie awansował | Nie awansował | 17.     |
| Lidia Hatu’el-Cukerman | floret indywidualnie | Shelia Viard Silvana Giancola Mieko Miyahara Margherita Zalaffi Fiona McIntosh Véronique Brouquier                        | W (5:1) W (5:4) W (5:3) W (5:4) W (5:1) W (5:4) | O Seung-Sun Zhu Qingyuan Margherita Zalaffi Elisabeta Guzganu-Tufan    | W (5:4) P (1:5) P (1:5) P (3:5) | Nie awansował                                                       | Nie awansował                           | Nie awansował | Nie awansował | 26.     |

Mężczyźni
| Zawodnik      | Konkurencja          | Runda 1                                                              | Runda 1                                 | Ćwierćfinały                                           | Ćwierćfinały                    | Półfinały                                                                          | Półfinały                               | Finał                    | Finał             | Pozycja |
| Zawodnik      | Konkurencja          | Przeciwnik                                                           | Wynik                                   | Przeciwnik                                             | Wynik                           | Przeciwnik                                                                         | Wynik                                   | Przeciwnik               | Wynik             | Pozycja |
| ------------- | -------------------- | -------------------------------------------------------------------- | --------------------------------------- | ------------------------------------------------------ | ------------------------------- | ---------------------------------------------------------------------------------- | --------------------------------------- | ------------------------ | ----------------- | ------- |
| Itzhak Hatuel | floret indywidualnie | Saul Mendoza Ko Yin-Fai Sergio Turiace Nobuyuki Azuma Philippe Omnès | W (5:0) W (5:2) W (5:2) W (5:2) W (5:4) | Stefno Cerioni Bilal Rifaat Yu Yifeng Philippe Omnès   | P (3:5) W (5:1) W (5:0) P (1:5) | Bill Gosbee Nobuyuki Azuma Mauro Numa Stefano Cerioni                              | W (5:3) W (5:4) W (5:3) P (3:5)         | Mauro Numa Peter Lewison | P (2:10) P (8:10) | 16.     |
| SZlomo Eyal   | floret indywidualnie | Julito Francis Haluk Yamaç Stefano Cerioni Kenichi Umezawa           | W (5:1) W (5:1) W (5:2) P (4:5)         | Edgardo Diaz Pascal Jolyat Chu Shisheng Andrea Borella | W (5:0) W (5:2) P (4:5) P (3:5) | José Rafael Magallanes Liu Yunhong Thierry Soumagne Robert Blaschka Andrea Borelli | W (5:0) P (3:5) P (3:5) P (2:5) P (0:5) | Nie awansował            | Nie awansował     | 19.     |

### Żeglarstwo
Mężczyźni
| Zawodnik                          | Konkurencja       | Wyścig | Wyścig | Wyścig | Wyścig | Wyścig | Wyścig | Wyścig | Punkty | Finałowa pozycja |
| Zawodnik                          | Konkurencja       | 1      | 2      | 3      | 4      | 5      | 6      | 7      | Punkty | Finałowa pozycja |
| --------------------------------- | ----------------- | ------ | ------ | ------ | ------ | ------ | ------ | ------ | ------ | ---------------- |
| Yehuda Atedji                     | Windsurfing       | 19     | 19     | 18,6   | 10     | 27     | 24     | 21     | 111,6  | 14.              |
| Eitan Fridlander Shimshon Brokman | 470               | 19,0   | 14,0   | 17,0   | 18,0   | 8,0    | 3,0    | 10,0   | 70,0   | 8.               |
| Eldad Amir Yoel Sela              | Latający Holender | 14,0   | 17,0   | 5,7    | 13,0   | 5,7    | 24,0   | 24,0   | 79,4   | 4.               |